# Vinsensius Setiawan Triatmojo
Vinsensius Setiawan Triatmojo (ur. 5 kwietnia 1971 w Sindang Jati) – indonezyjski duchowny katolicki, biskup Tanjungkarang od 2023.

## Życiorys
Święcenia kapłańskie otrzymał 25 stycznia 2000 i został inkardynowany do archidiecezji Palembang. Pracował głównie jako duszpasterz parafialny i jako kierownik wielu kurialnych komisji, był też m.in. kanclerzem kurii, obrońcą węzła w sądzie biskupim oraz archidiecezjalnym ceremoniarzem.
17 grudnia 2022 papież Franciszek mianował go ordynariuszem diecezji Tanjungkarang. Sakry biskupiej udzielił mu 1 maja 2023 arcybiskup Yohanes Harun Yuwono.